# Микротехнология

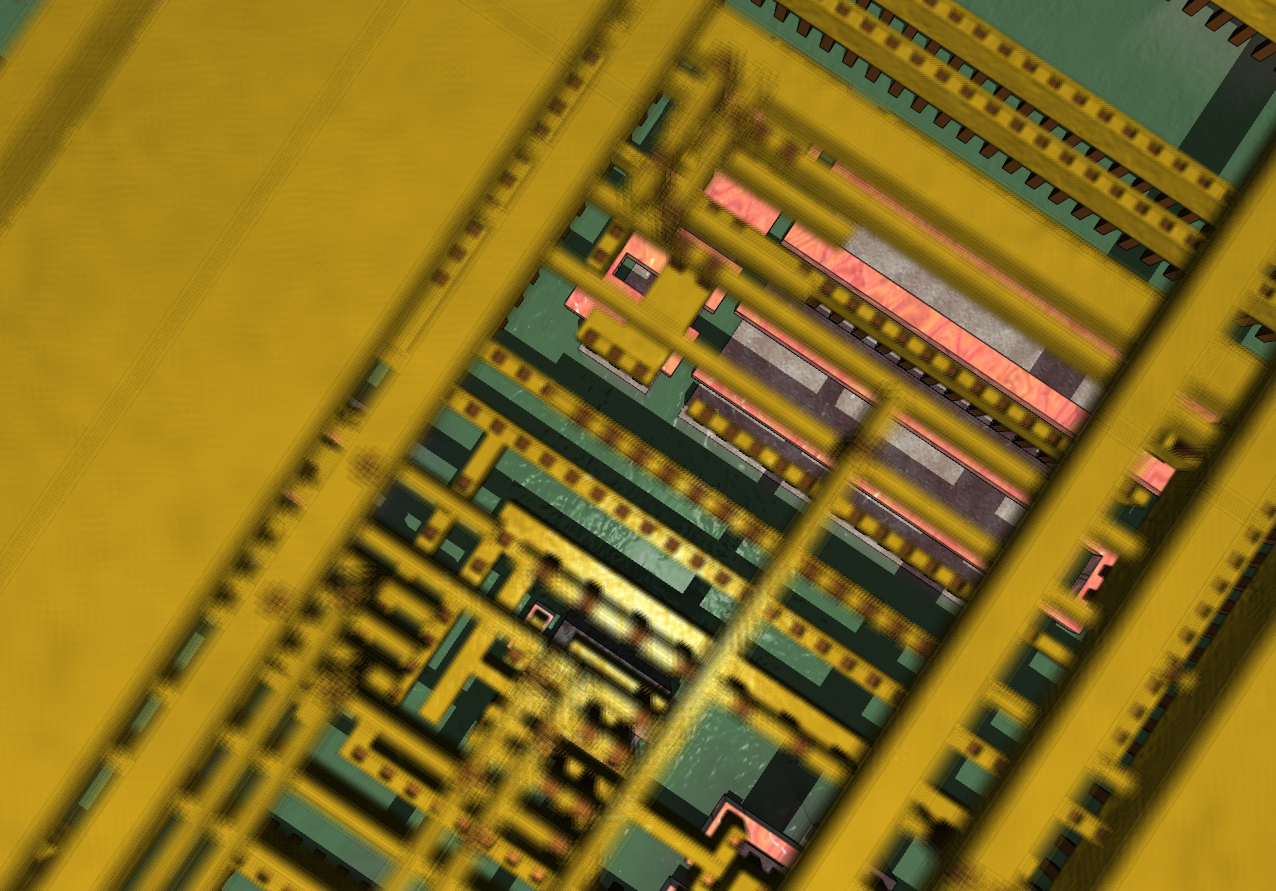
Внутренние структуры интегральной схемы (3D модель): четыре слоя медной металлизации, поликремний (розовый), колодцы (серый), подложка (зелёный)

Упрощённая пошаговая схема процесса изготовления КМОП-инвертора по микроэлектронной технологии. Примечание: контакты затвора, стока и истока обычно не лежат в одной плоскости в реальных устройствах, масштаб искажён для наглядности.

Микротехноло́гия — процесс изготовления структур, характерный масштаб которых — микрон или менее. Исторически процессы микротехнологии использовались для производства интегральных схем (см. Технологический процесс в электронной промышленности). В последние два десятилетия область применения этой группы методов расширилась за счёт микроэлектромеханических систем (МЭМС), аналитических микросистем, производства жёстких дисков, ЖК дисплеев, солнечных панелей.
Миниатюризация различных устройств требует привлечения различных областей науки и техники: физики, химии, материаловедения, информатики, вакуумной техники, гальваники. Основные процессы микротехнологии:
- литография
- легирование
- осаждение тонких плёнок
- травление
- металлизация
- полировка.

## Применение
Микротехнология применяется для производства:
- интегральных схем («микрочипы») (см. технологический процесс в электронной промышленности);
- микроэлектромеханических систем (МЭМС);
- лаборатории на чипе, печатающих головок струйных принтеров;
- солнечных батарей;
- ЖК-дисплеев;
- жёстких дисков;
- микроминиатюрных датчиков;
- топливных элементов.

## Процессы микротехнологии

Упрощённая схема процесса травления оксида кремния и фотолитографии для формирования окон в плёнке оксида

Микротехнология включает в себя различные процессы, производимые в определённой последовательности. Некоторые технологические приёмы имеют очень давнюю историю, например литография или травление. Полирование было позаимствовано из производства оптических стёкол. Электрохимическое осаждение и вакуумная технология берут своё начало в работах XIX века.
Изготовление микроустройства представляет собой, как правило, чередование операций нанесения тонких слоёв и травления. Таким образом, устройство представляет собой «стопку» двухмерных структур из разных материалов. Также используются различные операции модификации поверхности: отжиг, легирование, окисление, восстановление и другие. Основополагающий принцип — одновременное изготовление сразу большого количества устройств, как правило, размещённых на одной подложке и разделяемых только на финальной стадии производства.

### Подложки
Микроэлектронные устройства и схемы формируются обычно на относительно толстой подложке. В электронике применяют подложки из кремния и арсенида галлия. Для МЭМС, оптических устройств, дисплеев часто применяются кварц и стекло. Подложка позволят упростить обращение с микроэлектронным устройством в течение цикла производства. Как правило на одной подложке размещаются сотни и тысячи одновременно изготавливаемых устройств, которые разделяются в конце производства.

### Осаждение
Устройства, производимые по микроэлектронной технологии обычно состоят из одного или нескольких тонких функциональных слоёв. Типы этих слоёв зависит от назначения устройства. Микроэлектронные устройства имеют в своём составе слои проводящие, изолирующие или полупроводниковые. Оптические устройства могут содержать отражающие, прозрачные, светопроводящие или рассеивающие слои. Они могут также играть химическую или механическую роль, например для МЭМС приложений или «лабораторий на чипе». Слои получаются методами осаждения тонких плёнок, включающих в себя:
- термическое оксидирование
- химическое осаждение из газовой фазы
  - плазменно-химическое осаждение из газовой фазы
  - атомно-слоевое осаждение
- вакуумное напыление[2]
  - ионное распыление
  - магнетронное распыление
  - термическое испарение
  - испарение электронным лучом
- эпитаксия
  - газофазная эпитаксия
  - молекулярно-пучковая эпитаксия

### Фотолитография
Как правило, нужно сформировать на подложке различные структуры или сквозные отверстия в слое. Эти структуры имеют микронные или нанометровые размеры и способы их формирования определяют возможности технологии. Для их формирования при помощи фотолитографии создают маску, защищающую от действия травителя те участки, которые должны быть оставлены.

### Травление
Травление — это процесс удаления части слоя или подложки. Подложка подвергается воздействию травящего агента (кислота, химически активная плазма, ионный пучок), который физически или химически разрушает поверхность, удаляя материал.
- сухое травление (Плазменное травление или реактивное ионное травление)
- жидкостное травление

### Другие процессы
- легирование при помощи диффузии или ионной имплантации
- планаризация
- очистка подложек
- микросварка проволочных выводов

## Требования технологической чистоты в микротехнологии
Производство по микротехнологии производится в чистых помещениях, в которых воздух очищается от взвешенных частиц пыли, и производится строгий контроль температуры и влажности. Также принимаются меры для снижения вибраций и электромагнитных помех. Дым, пыль, микроорганизмы и клетки живых организмов имеют микронные размеры и их попадание на подложку сделает изготавливаемый прибор неработоспособным.
Чистые помещения обеспечивают пассивную чистоту, но несмотря на это, загрязнение поверхности подложек может происходить различными путями: частицы пластика из межоперационной тары, следы материалов от предыдущих этапов обработки. Поэтому производят также и активную очистку подложек различными методами. Органические загрязнения и частицы пыли удаляют в перекисно-аммиачном или перекисно-кислотном растворах (например, раствор «пиранья» H2SO4+H2O2), процесс RCA-2 в перекисно-кислотном растворе удаляет металлические загрязнения. Травлением в растворе плавиковой кислоты удаляют базовый оксид с поверхности кремния. Также широко используются «сухие» методы очистки, включающие обработку в плазме аргона или кислорода для удаления нежелательных слоёв с поверхности, а также водородный отжиг при высоких температурах для удаления базового оксида перед эпитаксией. Окисление, как и вообще все высокотемпературные процессы очень чувствительны к загрязнению, и этапы очистки в обязательном порядке должны им предшествовать.
В некоторых бракованных чипах, где не удалось устранить все неполадки, приходится преднамеренно отключать отдельные фрагменты микросхемы, например одно или два ядра, или снижать проектную тактовую частоту. В этом случае такие процессоры могут получать дополнительные обозначения, расширяя ассортимент продукции моделями, продаваемыми по более низкой цене.